# Петерс, Бонавентура (старший)
Бонавентура Петерс Старший, или Бонавентура Петерс (нидерл. Bonaventura Peeters; 23 июля 1614, Антверпен — 25 июля 1652, там же) — южнонидерландский (фламандский) живописец, рисовальщик, гравёр и поэт эпохи барокко. Он был одним из ведущих художников-маринистов в Нидерландах в первой половине XVII века, автором мастерских изображений морских сражений, штормов на море, кораблекрушений и видов кораблей в реках и гаванях.

## Биография
Бонавентура Петерс родился в Антверпене в семье Корнелиса Петерса и Катарины ван Элен. Крещён в церкви Святой Вальпургии в Антверпене 23 июля 1614 года. Имя «Бонавентура» означает: «счастливый случай», «удача». Помимо него в семье было ещё три ребёнка, все художники-маринисты: братья Гиллис Петерс (1612—1653), Ян Петерс (1624—1677) и сестра Катарина Петерс (1615—1676).
Сведений о ранних годах жизни художника не сохранилось. Неизвестно, у кого именно он получил начальное художественное образование. Возможно, его учителем был художник Андрис ван Эртфельт, автор картин с изображением моря во времена ураганов или штормов. В возрасте двадцати лет (то есть в 1634 году) по уплате вступительного взноса Бонавентура Петерс Старший стал членом антверпенской Гильдии Святого Луки. 5 июля 1638 года он получил заказ от заказчика из Антверпена на изготовление карт осады Калло и Верребрука, которая произошла всего месяцем ранее. Он смог доставить карты через полмесяца. Это принесло ему последующие задание на большую картину «Осада Калло», которую он завершил в сотрудничестве с братом Гиллисом. Так Петерс Бонавентура стал одним из немногих ведущих «морских живописцев», работавших в Южных Нидерландах в середине XVII века.
Вначале он делил студию в Антверпене со своим старшим братом Гиллисом, однако в 1641 году переехал в Хобокен (район Антверпена), где жил в просторном доме и работал в мастерской со своими учениками: сестрой Катариной и братом Яном Петерсом Старшим. Сын его брата Гиллиса, Бонавентура Петерс Младший (1648—1702), также стал живописцем-маринистом.
Петерс Бонавентура скончался в относительно молодом возрасте. Он не был женат. Известно только, что он болел в последние годы жизни.

## Творчество

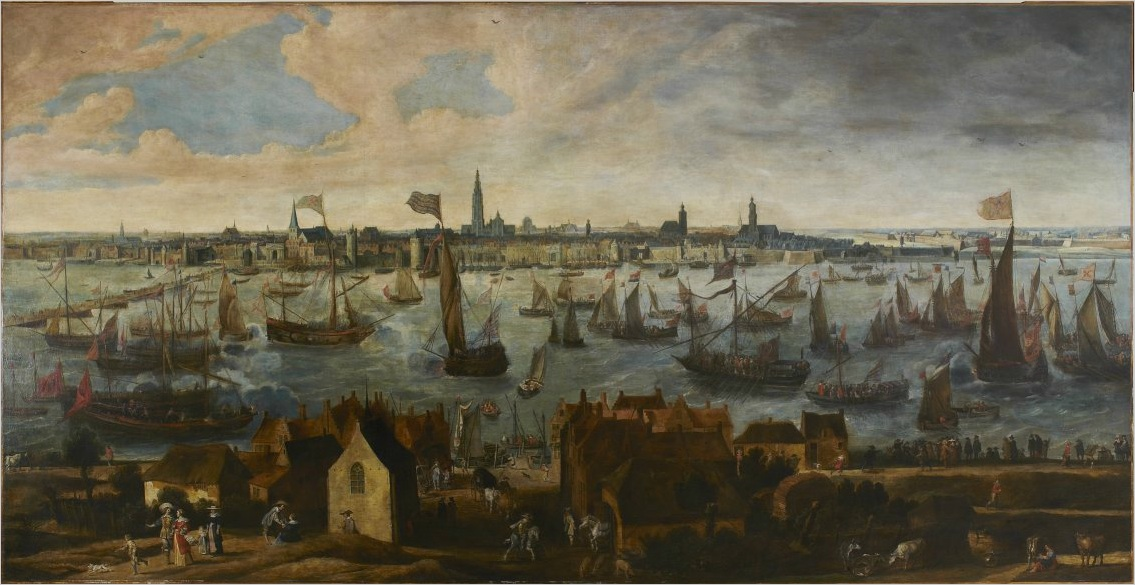
Панорама Антверпена. Между 1614 и 1652. Холст, масло. Музей MAS, Антверпен

Морские картины Бонавентуры отражают весь спектр характерных тем и сюжетов: батальные сцены, штормы, кораблекрушения, виды кораблей в прибрежных водах, гаванях и в устьях рек, ночные сцены. Он начинал как художник панорамного стиля пейзажной живописи. Однако многообразие сцен и точное воспроизведение оснастки парусных кораблей дают основания полагать, что он сам некоторое время работал в море и хорошо знал жизнь моряков того времени. Вместе с тем особенное внимание художник уделял детальному изображению облаков и волн.
Его ранние произведения показывают сходство с «тональным» направлением голландской пейзажной живописи. Более поздние картины отражают итальянские влияния. Такие изменения следуют в русле общего развития художественного стиля пейзажной живописи того времени. Драматические кораблекрушения с тёмными грозовыми облаками составляют значительную часть его творчества, как и безмятежные порты и «портреты» кораблей.
На многих картинах Петерса изображены конкретные виды местности вдоль побережья Северного моря и реки Шельды, и эти мотивы составляют основную часть его произведений. Возможно, он даже путешествовал вдоль побережья Скандинавии, о чём свидетельствуют его виды Архангельского порта на севере России, на одном из которых изображены северные олени или лоси, тянущие нарты. Другие его виды скандинавских портов и пейзажей подтверждают предположение о том, что он, возможно, бывал и в тех местах. Бонавентура Петерс Старший неоднократно возвращался к изображению морских портов с судоходством на переднем плане. Первое такое изображение датируется 1634 годом, когда он стал мастером Гильдии Святого Луки Антверпена. Картина называется «„Геркулес“ и „Энхорн“ у порта Хорн» (1634, Национальный морской музей, Гринвич, Лондон).
Его многочисленные виды далёких средиземноморских и ближневосточных портов отражают растущий вкус к экзотике дальних стран и, вероятно, полностью вымышлены или взяты из гравюр, в том числе его младшего брата Яна, путешествовавшего по странам Южной Европы. Эта традиция развивалась одновременно во фламандской живописи эпохи барокко и в голландской живописи Золотого века, причём многие художники, включая Петерса, работали как в Антверпене, так и в Голландской республике. В своих видах Бразилии Бонавентура, возможно, опирался на описания или изображения своего брата Гиллиса, посетившего Южную Америку и голландские колонии Нового Света.
Бонавентура Петерс известен также рисунками и гравюрами на морские темы. На обороте одного из них, озаглавленного «Корабли в шторм» (музей Плантена — Моретуса в Антверпене), помещено его стихотворение, в котором он сравнивает опасности на море с опасностями, с которыми человеку приходится сталкиваться на протяжении всей жизни. Его рисунки, а также рисунки членов его семьи: Яна Петерса Старшего и Бонавентуры Петерса Младшего использовались при подготовке Большого атласа Блау.
Бонавентура сотрудничал с другими членами своей семьи и многими художниками Антверпена. В частности, он работал с братом Гиллисом над картиной, изображающей битву при Калло. Поскольку он был мастером стаффажа, другие художники просили его писать фигуры в их пейзажных картинах. Его сотрудничество с Петерами Неффсами, Старшим и Младшим, художниками церковных интерьеров, задокументировано в подписях картин в Национальной галерее в Лондоне и Музее истории искусств в Вене.

## Галерея

Сражение на море. Холст, масло. Халльвюльский музей, Стокгольм
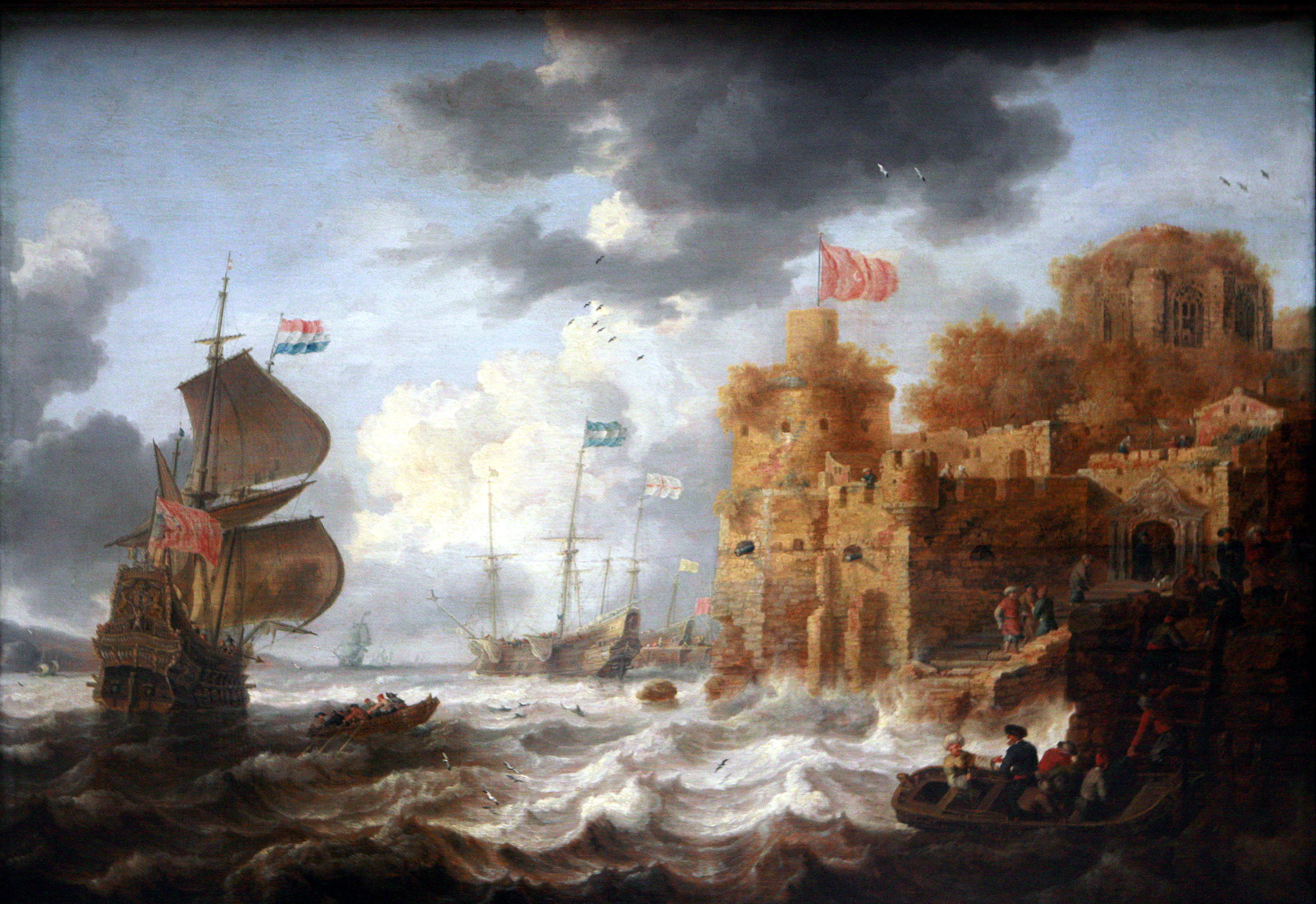
Восточная гавань. Между 1650 и 1652. Дерево, масло. Королевские музеи изящных искусств, Брюссель
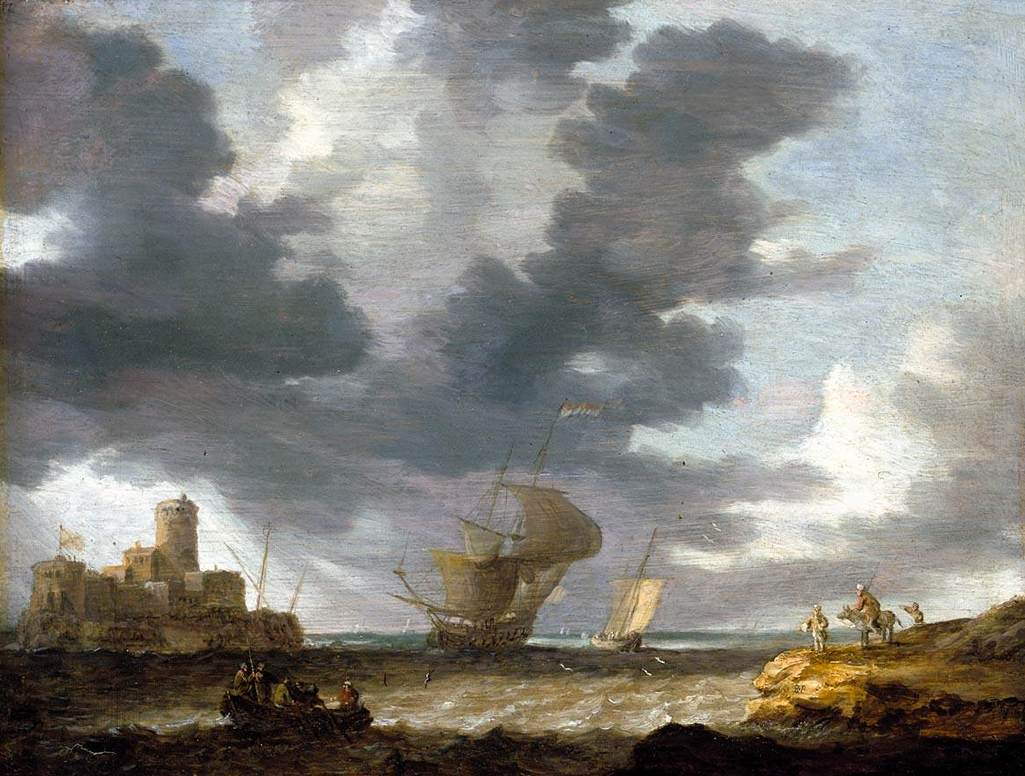
Свежий ветер в устье реки. 1630-е. Дерево, масло. Частное собрание
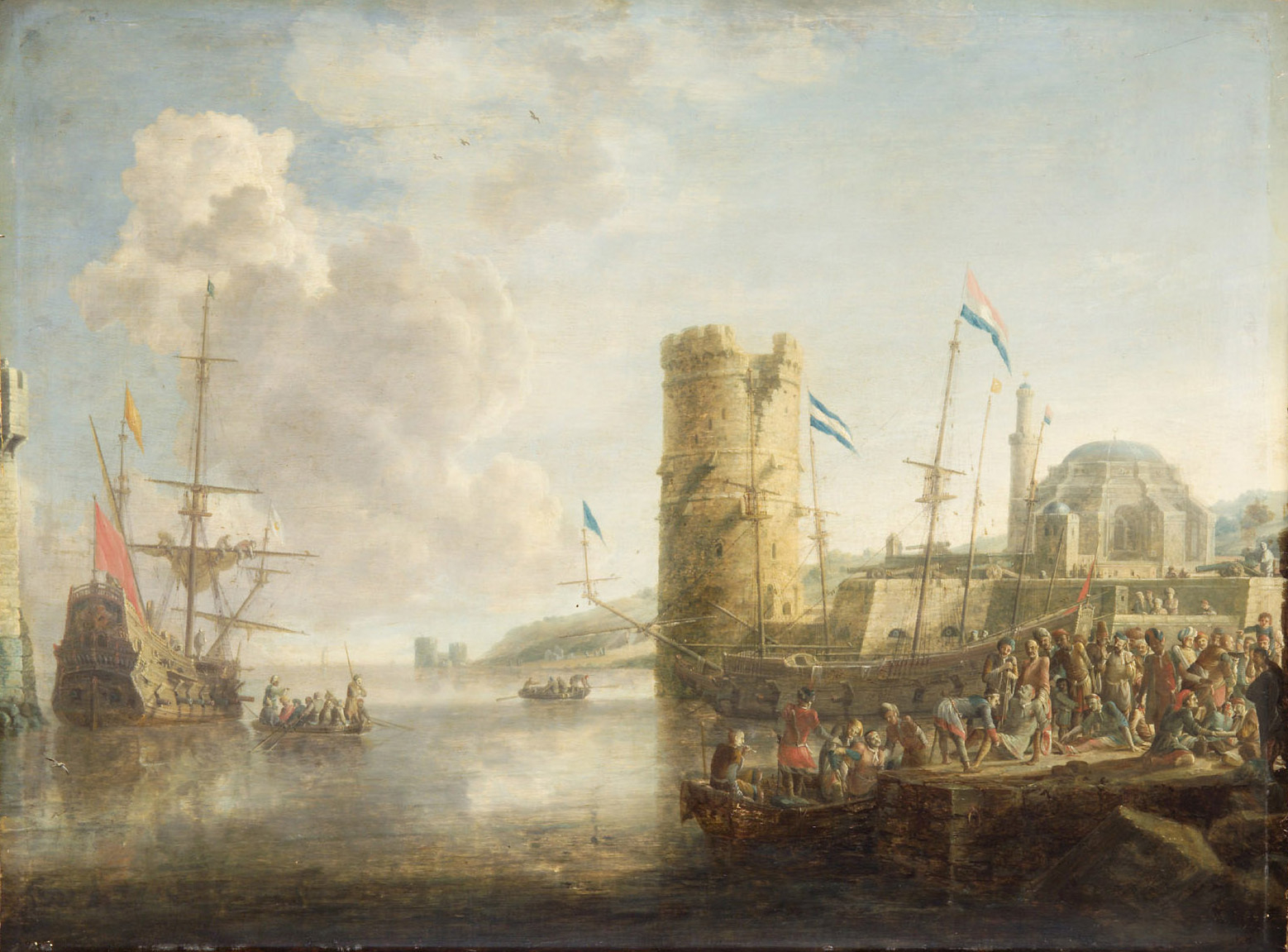
Южная гавань. 1641. Дерево, масло. Музей истории искусств, Вена
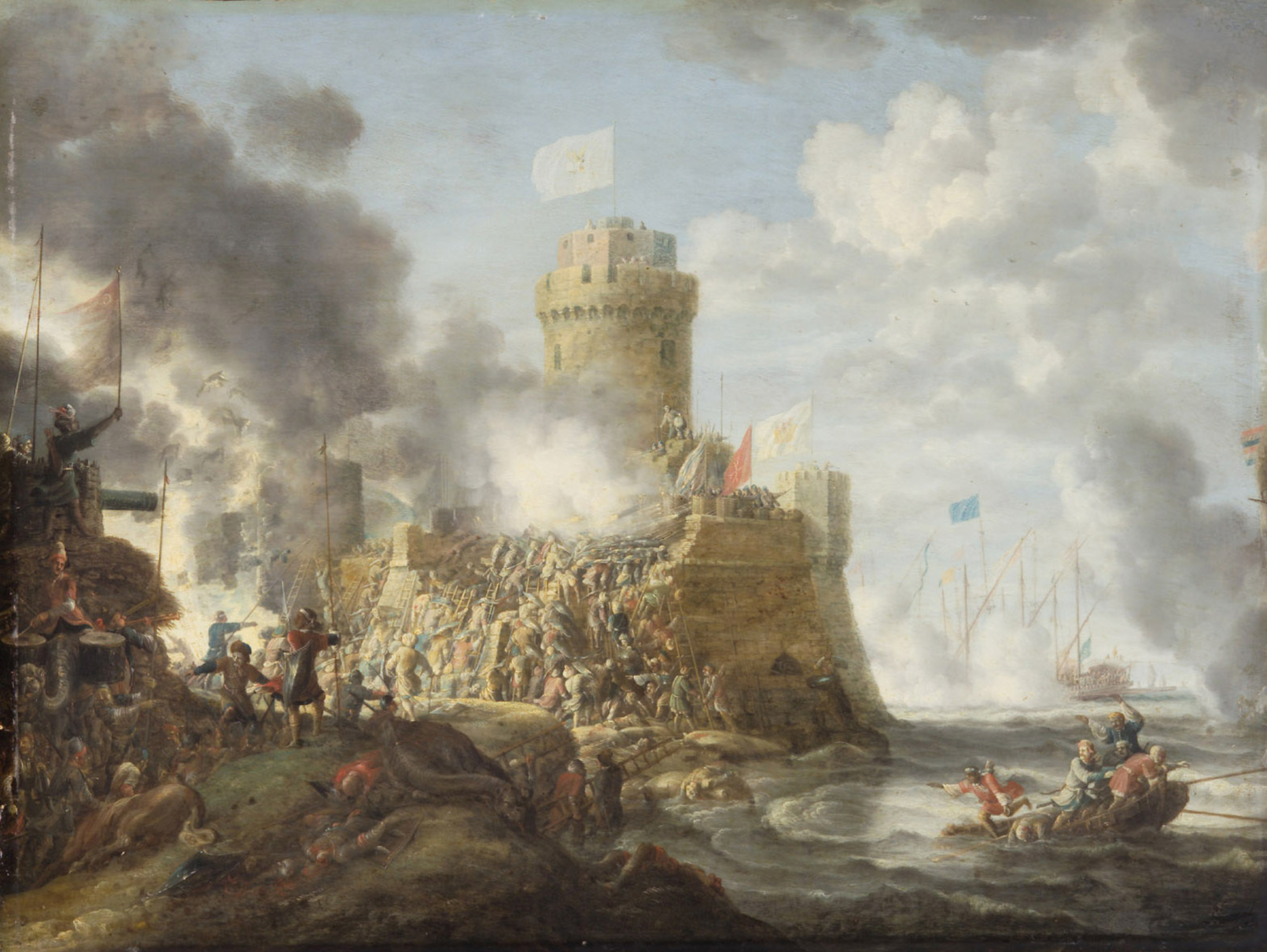
Турки штурмуют прибрежную крепость. 1641. Дерево, масло. Музей истории искусств, Вена
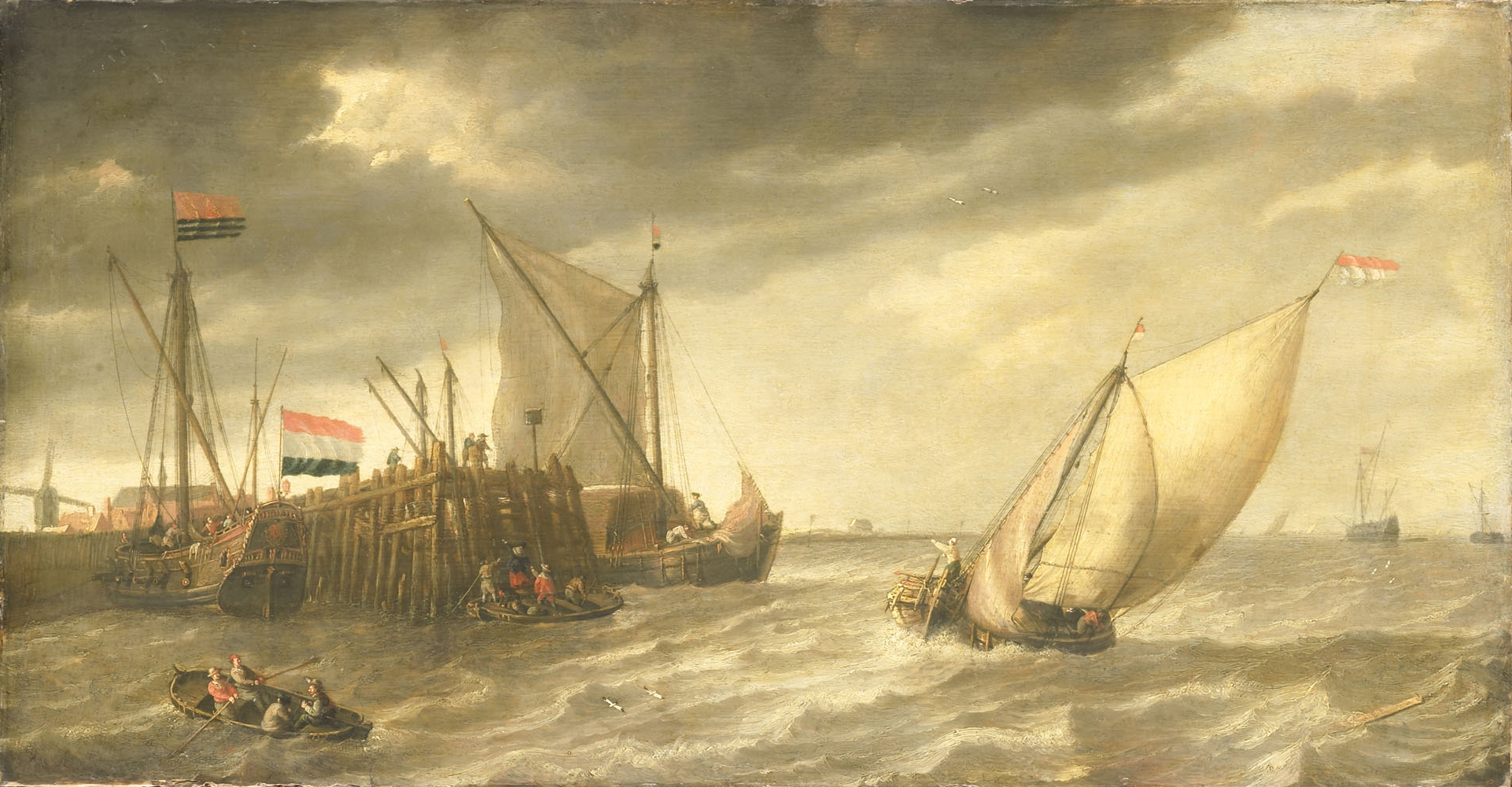
Корабли у пирса. Между 1635 и 1652. Дерево, масло. Рейксмюсеум, Амстердам